# 702 هـ
702 هـ هي سنة في التقويم الهجري امتدت مقابلةً في التقويم الميلادي بين سنتي 1302 و1303.

## أحداث
- 2 رمضان - معركة شقحب بين المماليك والمغول.

## وفيات
- ابن دقيق العيد